# Výfuk (korespondenční seminář)
Výfuk, neboli Výpočty fyzikálních úkolů, je fyzikální korespondenční seminář, jenž je určen pro žáky 6. až 9. tříd ZŠ a odpovídajících ročníků víceletých gymnázií.
Odborným garantem tohoto semináře je Katedra didaktiky fyziky Matematicko-fyzikální fakulty Univerzity Karlovy a zastřešuje ho Oddělení pro vnější vztahy a propagaci Matematicko-fyzikální fakulty Univerzity Karlovy. Na tvorbě úloh a organizaci semináře se podílejí studenti bakalářských programů z různých vysokých škol a studenti středních škol se zájmem o fyziku, kteří zároveň každoročně připravují matematicko-fyzikální soutěž Náboj Junior, která je taktéž určena pro žáky 6. až 9. tříd ZŠ a odpovídajících ročníků víceletých gymnázií.

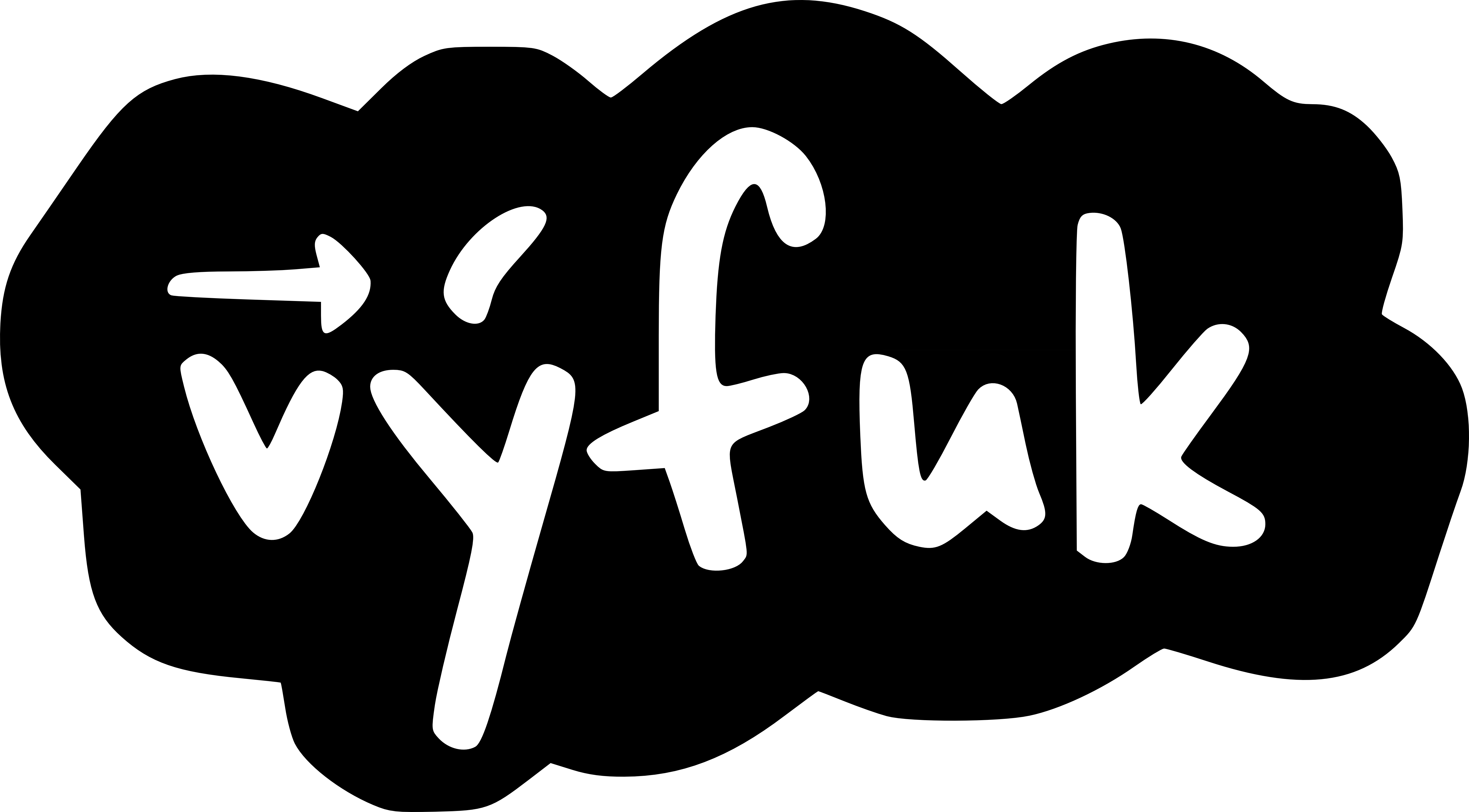
Logo korespondenčního semináře Výfuk

## Chod semináře
Na začátku školního roku řešitelům přijde poštou zadání první série úloh (nebo jej mohou nalézt na webu). Řešitelé mají na vypracování řešení zhruba měsíc a svá řešení pošlou poštou nebo přes webové rozhraní. Po termínu odeslání první série se zveřejňuje zadání druhé série, které řešitelům přijde opět i poštou, avšak se zadáním další série dostanou i jejich opravené řešení z předchozí série, mohou si prohlédnout, za co a proč dostali kolik bodů.
V průběhu celého školního roku se řeší šest sérií a případně jedna série prázdninová. Na řešení každé série mají řešitelé zhruba pět týdnů. Každá z nich se skládá ze sedmi úloh, které jsou obodovány podle obtížnosti. Obecně ale platí, že za jednu sérii lze získat zhruba 40 bodů.
| Úloha 1 | Určena pro řešitele ze 6. a 7. tříd ZŠ. Jedná se o lehkou, spíše logickou úlohu. |
| Úloha 2 | Lehká matematická úloha. |
| Úloha 3 | Lehká fyzikální úloha. |
| Úloha 4 | Středně těžká fyzikální úloha. |
| Úloha 5 | Těžká fyzikální úloha – koncipována tak, aby byla pro řešitele výzvou, museli zapojit svoje znalosti a nad jejím řešením chvíli přemýšleli, ale aby byla vyřešitelná pro většinu řešitelů. |
| Úloha E | Experimentální úloha – pro její řešení je potřeba provést daný experiment a naměřená data zpracovat a vyhodnotit.                                                                          |
| Úloha V | Seriálová úloha – se zadáním každé série se zveřejňuje i tzv. Výfučtení, ve kterém je rozebrán a vysvětlen nějaký fyzikální problém, ke kterému se váže i tato úloha.                      |

## Výfučtení
S každou sérií Výfuku je zveřejněno jedno Výfučtení. Jedná se o krátký studijní text, ve kterém je rozebrán a vysvětlen nějaký fyzikální problém. Všechna Výfučtení jsou dostupná v archivu, takže v případě zájmu si mohou řešitelé přečíst i starší texty. Samozřejmě čtení Výfučtení není povinné, avšak je velmi doporučováno, neboť nejen že si řešitelé mohou rozšířit obzory a dozvědět se něco nového, ale může jim to velmi pomoct při řešení poslední úlohy v sérii, která se k textu Výfučtení přímo váže.

## Akce v průběhu roku
Organizátoři připravují v průběhu roku pro řešitele i neřešitele Výfuku různé akce, na nichž se mohou účastníci potkat s nejen organizátory semináře, ale i s vrstevníky s podobnými zájmy. V rámci těchto akcí se řešitelé mohou těšit na různé (nejen) fyzikální aktivity, hry a přednášky.

### Jarní a podzimní setkání
Jarní a podzimní setkání řešitelů Výfuku je třídenní akce, která probíhá od pátku do neděle a koná se na jaře a na podzim. Setkání se uskutečňuje v nějakém českém městě a během něj účastníci navštíví vědecké instituce v dané lokalitě (např. elektrárnu, muzeum, atp.), jsou pro ně přichystány přednášky z fyziky a matematiky a v neposlední řadě si zahrají spoustu her s dalšími řešiteli.

### Letní tábor
Další akcí, kterou pořádá Výfuk pro své řešitele, je letní tábor. Tábor trvá dva týdny během hlavních prázdnin, každý rok v nějakém jiném koutě České republiky. Účastníci tábora se zde mohou potkat s organizátory semináře, stejně tak jako s dalšími řešiteli, a prožít dva týdny plné her, dopoledních přednášek z fyziky a matematiky. Celý tábor je provázen nějakou legendou, ke které se vážou i hry.

### Náboj Junior
Náboj Junior je soutěž určená čtyřčlenným týmům žáků druhého stupně základních škol (a odpovídajících ročníků víceletých gymnázií). Týmy řeší úlohy z matematiky a fyziky a vždy mají k řešení právě 7 úloh, neboť za každou vyřešenou úlohu dostanou úlohu novou. Celkem na soutěžící čeká zhruba 40 úloh, z nichž se týmy snaží vyřešit co nejvíc v daném časovém limitu. Náboj Junior probíhá najednou na několika místech v České i Slovenské republice, a v Polsku současně.